# Teamsprint (schaatsen)
De Teamsprint is een schaatsafstand bij het langebaanschaatsen. Het is de tweede niet-individuele afstand, na de ploegenachtervolging. Net als de ploegenachtervolging is dit onderdeel afgeleid van het baanwielrennen, waar dit onderdeel ook wordt verreden. Het onderdeel werd op initiatief van de KNSB geïntroduceerd.
Op 24 augustus 2015 werd bekend dat vanaf seizoen 2015/2016 de teamsprint een nieuw vast onderdeel van het internationale-wedstrijdprogramma werd. De teamsprint stond in dat seizoen bij vier wereldbekerwedstrijden op het programma. In het seizoen 2018/2019 was de teamsprint voor het eerst onderdeel van de WK Afstanden, en kreeg daarmee definitief een plek in het jaarlijkse wedstrijdprogramma.

## Opzet
Net zoals bij de ploegenachtervolging bestaat een team uit drie schaatsers, anders dan bij de ploegenachtervolging finisht er maar een. Er worden drie rondes gereden en na elke ronde moet één schaatser de baan verlaten. Uiteindelijk wordt er een tijd neergezet als de derde schaatser de derde ronde heeft voltooid. De volgorde waarin de schaatsers rijden staat van tevoren vast en wordt aangegeven met de kleur van de armband (wit voor de eerste ronde, rood voor de tweede ronde, geel voor de laatste ronde).
Er wordt gestart en gefinisht halverwege een van de rechte einden, dus op de start- of finishlijn van de 1000 meter. Er kan gestart worden met twee teams tegelijk in de baan, hoewel bij de wereldbekerwedstrijd van december 2011 steeds maar één team tegelijk reed.

## Geschiedenis
Tijdens de wereldbekerfinale schaatsen van het seizoen 2010/2011 werd in Thialf de teamsprint voor het eerst tijdens een internationale wedstrijd gereden. Bij deze demonstratiewedstrijd deden er echter geen Nederlandse topsprinters mee, omdat deze zich op de individuele onderdelen van de wereldbekerfinale wilden concentreren. Daarom nodigde de KNSB B-junioren uit om het potentieel van deze nieuwe discipline aan de ISU te tonen.
Op 15 oktober 2011 werd er tijdens de IJsselcup ook al een teamsprint verreden. Bij de mannen won het Gewest Friesland in een tijd van 1.25,24 en bij de vrouwen won BAM/Univé in 1.33,42.
In de wereldbeker schaatsen 2011/2012 was de teamsprint opnieuw twee keer een demonstratie-evenement, zowel in december als in maart tijdens de wereldbekerwedstrijden in Heerenveen. Bij de wedstrijd in december 2011 won een Nederlands APPM-trio van Jesper Hospes, Michel Mulder en Sjoerd de Vries de mannenwedstrijd in 1.20,13. Het Japanse trio bestaande uit Yukana Nishina, Maki Tsuji en Miyako Sumiyoshi won met 1.29,29 bij de vrouwen.
Bij de eerste en tweede ronde van de wereldbeker schaatsen 2014/2015 werd ook een teamsprint gereden, Nederland en Duitsland wonnen bij de mannen en Japan en Rusland bij de vrouwen.
In de wereldbeker schaatsen junioren 2013/2014 stond de teamsprint voor het eerst officieel op het programma.
Tijdens de eerste wedstrijd van de wereldbeker schaatsen 2015/2016 in Calgary, Canada hebben de Nederlandse mannen (Michel Mulder, Kai Verbij en Stefan Groothuis) een officieus wereldrecord gereden (1.18,79), net als de Japanse vrouwen (1.26,82). Wereldrecords teamsprint worden vanaf 1 juli 2016 officieel erkend door de ISU. Anno september 2018 zijn de officiële wereldrecords 1,5 tot 2 seconden sneller dan de tijden uit Calgary.
In het seizoen 2018/2019 stond de teamsprint voor de eerste keer op het programma bij het WK Afstanden. Zowel bij de mannen als de vrouwen werd de Nederlandse ploeg de eerste wereldkampioen.

## Huidige wereldrecords
|         | Land      | Schaats(st)ers                                   | Tijd    | Datum      | Baan           |
| ------- | --------- | ------------------------------------------------ | ------- | ---------- | -------------- |
| Mannen  | Canada    | Laurent Dubreuil Vincent De Haître Gilmore Junio | 1.17,31 | 01-12-2017 | Calgary        |
| Vrouwen | Nederland | Letitia de Jong Femke Kok Jutta Leerdam          | 1.24,02 | 13-02-2020 | Salt Lake City |

## Snelste teamsprints

### Mannen
| Nr. | Land           | Schaatsers                                             | Tijd    | Datum      | Baan           |
| --- | -------------- | ------------------------------------------------------ | ------- | ---------- | -------------- |
| 1.  | Canada         | Laurent Dubreuil Vincent De Haître Gilmore Junio       | 1.17,31 | 01-12-2017 | Calgary        |
| 2.  | Canada (#2)    | William Dutton Vincent De Haître Alexandre St-Jean     | 1.17,75 | 22-11-2015 | Salt Lake City |
| 3.  | Nederland      | Thomas Krol Dai Dai Ntab Kai Verbij                    | 1.18,18 | 13-02-2020 | Salt Lake City |
| 4.  | Rusland        | Aleksej Jesin Michail Kazelin Artjom Koeznetsov        | 1.18,25 | 01-12-2017 | Calgary        |
| 5.  | Nederland      | Ronald Mulder Pim Schipper Kai Verbij                  | 1.18,53 | 01-12-2017 | Calgary        |
| 5.  | China          | Gao Tingyu Ning Zhongyan Wang Shiwei                   | 1.18,53 | 13-02-2020 | Salt Lake City |
| 7.  | Noorwegen      | Håvard Lorentzen Bjørn Magnussen Henrik Fagerli Rukke  | 1.18,57 | 01-12-2017 | Calgary        |
| 8.  | Nederland (#3) | Stefan Groothuis Ronald Mulder Kai Verbij              | 1.18,79 | 14-11-2015 | Calgary        |
| 9.  | Rusland (#3)   | Pavel Koelizjnikov Roeslan Moerasjov Viktor Moesjtakov | 1.18,92 | 10-01-2020 | Heerenveen     |
| 10. | Nederland (#4) | Ronald Mulder Kjeld Nuis Kai Verbij                    | 1.19,05 | 07-02-2019 | Inzell         |

### Vrouwen
| #   | Land           | Schaatssters                                          | Tijd    | Datum      | Baan           |
| --- | -------------- | ----------------------------------------------------- | ------- | ---------- | -------------- |
| 1.  | Nederland      | Letitia de Jong Femke Kok Jutta Leerdam               | 1.24,02 | 13-02-2020 | Salt Lake City |
| 2.  | Rusland        | Olga Fatkoelina Angelina Golikova Darja Katsjanova    | 1.24,50 | 13-02-2020 | Salt Lake City |
| 3.  | China          | Li Qishi Yu Jing Zhang Hong                           | 1.24,65 | 22-11-2015 | Salt Lake City |
| 4.  | Rusland (#2)   | Olga Fatkoelina Angelina Golikova Jelizaveta Kazelina | 1.24,84 | 01-12-2017 | Calgary        |
| 5.  | Polen          | Natalia Czerwonka Andżelika Wójcik Kaja Ziomek        | 1.25,37 | 13-02-2020 | Salt Lake City |
| 6.  | Rusland (#3)   | Nadezjda Asejeva Olga Fatkoelina Jekaterina Sjichova  | 1.26,07 | 22-11-2015 | Salt Lake City |
| 7.  | Rusland (#4)   | Olga Fatkoelina Angelina Golikova Daria Katsjanova    | 1.26,17 | 10-01-2020 | Heerenveen     |
| 8.  | Nederland (#2) | Letitia de Jong Jutta Leerdam Janine Smit             | 1.26,28 | 07-02-2019 | Inzell         |
| 9.  | Noorwegen      | Hege Bøkko Ida Njåtun Martine Ripsrud                 | 1.26,38 | 01-12-2017 | Calgary        |
| 10. | Japan          | Erina Kamiya Nao Kodaira Maki Tsuji                   | 1.26,62 | 22-11-2015 | Salt Lake City |
| 10. | Rusland (#5)   | Olga Fatkoelina Angelina Golikova Jelizaveta Kazelina | 1.26,62 | 12-11-2017 | Heerenveen     |
| 10. | Nederland (#3) | Letitia de Jong Femke Kok Ireen Wüst                  | 1.26,62 | 10-01-2020 | Heerenveen     |